# ロングエース
ロングエースは日本の競走馬。「花の47年組」の一頭で、1972年の東京優駿（日本ダービー）がおもな勝ち鞍である。半兄に重賞5勝のロングワン、半弟にスワンステークス優勝馬ロングフアスト（1975年の日本ダービー2着）がいる。

## 概要
ロングエースはランドプリンス、タイテエムとともに1972年の日本ダービーで三強を形成した一頭。中央競馬で4歳（旧表記）の1月にデビューすると新馬、ヒヤシンス賞、フリージア賞と3連勝、さらにオープンではランドプリンスを破り4連勝、さらに弥生賞でもふたたびランドプリンスを下し5連勝で重賞初制覇を達成した。
皐月賞では1番人気に推されたがランドプリンスの雪辱を許し3着に敗れた。そしてロングエースは日本ダービーに向かう。人気順はロングエースが1番人気、ランドプリンスとタイテエムがそれに次ぐ人気を集めていた。（この年は前年から発生していた馬インフルエンザが大流行し、関東地区の中央競馬が長期中止になった影響で日程が大幅に変更されて日本ダービーが7月に行われたことから、「七夕ダービー」と呼ばれた）レースでは4コーナーでタイテエムが先頭に立つとランドプリンスがその後を追い、さらにロングエースが内から仕掛け3頭の激しい叩き合いになった。結果はロングエースがレコードで1着、その後をクビ、アタマでランドプリンス、タイテエムが入線した。ロングエースの勝利により、「馬体重が500キロ以上の馬はダービーに勝てない」というジンクスは解消された。また、騎乗していた武邦彦（のちに調教師）は、これが初の日本ダービー制覇となり、これ以降、名騎手としてその名を高めていくこととなる。
しかし、秋シーズンでのロングエースは精彩を欠いたうえ、インフルエンザを克服して秋に復活してきた関東のエース、イシノヒカルに菊花賞と有馬記念でともに敗れ、引退した。

### 年度別競走成績
- 1972年（10戦6勝）
  - 東京優駿、弥生賞

## 引退後
1975年より種牡馬として供用される。初年度産駒からテルテンリュウ（宝塚記念）を送り出すと、その後もスピードヒーロー（日経新春杯、神戸新聞杯）などの重賞勝馬をコンスタントに輩出し、この時代の内国産種牡馬の中では成功したと言える成績を残した。また、その他に日本競馬史上初となる白毛の競走馬であるハクタイユーを出し、ハクタイユーを通じてロングエースのサイアーラインは存続していたが、2020年にハクタイユー産駒で種牡馬となっていたハクタイヨーが種牡馬として一度も種付けすることなく死亡したのを最後に断絶した。

### 主な産駒
- 1976年産
  - テルテンリュウ（宝塚記念、NHK杯）
- 1979年産
  - ハクタイユー（中央未勝利。種牡馬）
- 1980年産
  - ワイドオー（京都4歳特別）
- 1982年産
  - スピードヒーロー（日経新春杯、神戸新聞杯）
- 1988年産
  - ロンゲット（東京障害特別〈春〉）

## 血統表
| ロングエースの血統（ファリス系 / Pharos-Fairway 5x4=9.38%） | ロングエースの血統（ファリス系 / Pharos-Fairway 5x4=9.38%） | ロングエースの血統（ファリス系 / Pharos-Fairway 5x4=9.38%） | （血統表の出典）  | （血統表の出典）  |
| 父 *ハードリドン Hard Ridden 1955 黒鹿毛                    | 父の父Hard Sauce 1948 黒鹿毛                                | Ardan                                                       | Pharis            | Pharis            |
| 父 *ハードリドン Hard Ridden 1955 黒鹿毛                    | 父の父Hard Sauce 1948 黒鹿毛                                | Ardan                                                       | Adargatis         |                   |
| 父 *ハードリドン Hard Ridden 1955 黒鹿毛                    | 父の父Hard Sauce 1948 黒鹿毛                                | Saucy Bella                                                 | Bellacose         | Bellacose         |
| 父 *ハードリドン Hard Ridden 1955 黒鹿毛                    | 父の父Hard Sauce 1948 黒鹿毛                                | Saucy Bella                                                 | Marmite           |                   |
| 父 *ハードリドン Hard Ridden 1955 黒鹿毛                    | 父の母Toute Belle 1947 黒鹿毛                               | Admiral Drake                                               | Craig an Eran     | Craig an Eran     |
| 父 *ハードリドン Hard Ridden 1955 黒鹿毛                    | 父の母Toute Belle 1947 黒鹿毛                               | Admiral Drake                                               | Plucky Liege      |                   |
| 父 *ハードリドン Hard Ridden 1955 黒鹿毛                    | 父の母Toute Belle 1947 黒鹿毛                               | Chatelaine                                                  | Casterari         | Casterari         |
| 父 *ハードリドン Hard Ridden 1955 黒鹿毛                    | 父の母Toute Belle 1947 黒鹿毛                               | Chatelaine                                                  | Yssel             |                   |
| 母 ウインジェスト 1963 黒鹿毛                               | 母の父*ティエポロ Tiepolo 1955 鹿毛                         | Blue Peter                                                  | Fairway           | Fairway           |
| 母 ウインジェスト 1963 黒鹿毛                               | 母の父*ティエポロ Tiepolo 1955 鹿毛                         | Blue Peter                                                  | Fancy Free        |                   |
| 母 ウインジェスト 1963 黒鹿毛                               | 母の父*ティエポロ Tiepolo 1955 鹿毛                         | Trevisana                                                   | Niccolo Dell'Arca | Niccolo Dell'Arca |
| 母 ウインジェスト 1963 黒鹿毛                               | 母の父*ティエポロ Tiepolo 1955 鹿毛                         | Trevisana                                                   | Tofanella         |                   |
| 母 ウインジェスト 1963 黒鹿毛                               | 母の母*ノルマニア Normannia 1956 黒鹿毛                     | Norman                                                      | Norseman          | Norseman          |
| 母 ウインジェスト 1963 黒鹿毛                               | 母の母*ノルマニア Normannia 1956 黒鹿毛                     | Norman                                                      | Macreuse          |                   |
| 母 ウインジェスト 1963 黒鹿毛                               | 母の母*ノルマニア Normannia 1956 黒鹿毛                     | Sainte Mesme                                                | Le Pacha          | Le Pacha          |
| 母 ウインジェスト 1963 黒鹿毛                               | 母の母*ノルマニア Normannia 1956 黒鹿毛                     | Sainte Mesme                                                | Pereire F-No.5    |                   |